# Emil Maurice
Emil Maurice [moris] (19. ledna 1897, Westermoor – 6. února 1972, Mnichov) byl zakládající člen NSDAP, osobní strážce, řidič i přítel Adolfa Hitlera.

## Životopis

### Raná léta ve straně
Emil Maurice se vyučil jako hodinář. V letech 1917–1919 působil ve vojsku, avšak první světové války se neúčastnil. V roce 1919 vstoupil do DAP, která se později transformovala na NSDAP. V roce 1920 se Maurice stal prvním nejvyšším velitelem SA, tuto funkci vykonával do následujícího roku.
Když Hitler Maurice pozoroval při jedné rvačce v mnichovské hospodě, fascinoval ho natolik, že mu nabídl tykání. Takové výsady se dostalo velmi málo straníkům, např. Ernstu Röhmovi.

### Hitlerův strážce
Roku 1923 se Maurice stal velitelem Stabswache (Štábní stráž). Měla osm členů a jejími úkoly byla ochrana Hitlera, strany na veřejných akcích a narušování setkání jiných stran.
Za účast na Pivnicovém puči byl s Hitlerem uvězněn v Landsbergu. Právě Mauriceovi diktoval Hitler první stránky své knihy Mein Kampf, později převzal tuto úlohu Rudolf Hess.
V roce 1925 opět založil Maurice oddíl Hitlerovy stráže známé jako Schutzstaffel (SS). Měl členské číslo 2.

### Odhalení židovských kořenů
Poté, co se Heinrich Himmler stal SS-Reichsführerem, se dostal Maurice do konfliktu s Himmlerovými pravidly rasové čistoty pro důstojníky SS. Toto pravidlo nařizovalo zkoumání rodin jednotlivých důstojníků a jejich předků.
V Mauriceově rodokmenu se ukázalo, že Maurice je židovský míšenec – prvním židem v rodině byl Mauriceův dědeček Charles Maurice Schwartzenberger (1805–1896), zakladatel Divadla Thalia v Hamburku. Himmler, který vždy žárlil na Hitlerovy nejbližší přátele z nejranějších dob strany, proto nařídil okamžité Mauriceovo propuštění z SS, současně s dalšími členy jeho rodiny.
Hitler však udělal krok, který mu nebyl podobný – Maurice se zastal a dovolil starému příteli, navzdory jeho židovskému původu a lásce k Hitlerově neteři Geli Raubalové zůstat v SS.

### Pozdější život
V roce 1935 se oženil se studentkou medicíny Hedwig Ploetzovou (1911–2003).
V roce 1936 se Maurice stal poslancem Reichstagu v Lipsku. Roku 1937 vedl Společnost odborných řemeslníků v Bavorsku a byl předsedou Obchodní a průmyslové komory v Mnichově.
V roce 1945 byl zadržen americkou armádou. V roce 1947 byl propuštěn, po roce 1948 strávil 3 roky v pracovním táboře. V roce 1951 si otevřel hodinářství. Zemřel 6. února 1972 v Mnichově.

## Vyznamenání
- Koburský odznak (září 1932)
- Zlatý stranický odznak (1933)
- Řád krve (1933)
- SS-Ehrenring (1933)
- Čestná dýka Reichsführera SS (1933)
- Kříž cti, s meči (srpen 1934)
- Medaile za Anschluss (1938)
- Sudetská pamětní medaile (1939)
- Čestný prýmek starého bojovníka (únor 1934)
- SS čestná dýka
- Válečný záslužný kříž, s meči
- |  |  Služební vyznamenání NSDAP, I. stupeň – bronzový, II. stupeň – stříbrný, III. stupeň – zlatý

Údaje použity z: anglická Wikipedie-Emil Maurice/Decorations and awards